# روبرت كامبل (لاعب كرة قدم أسترالية)
روبرت كامبل (بالإنجليزية: Robert Campbell)‏ هو لاعب كرة قدم أسترالية أسترالي، ولد في 2 يونيو 1982.

## وصلات خارجية
- روبرت كامبل على موقع AustralianFootball.com (الإنجليزية)
- روبرت كامبل على موقع AFLtables.com (الإنجليزية)